# السباح (فلم 1968)
السباح (بالإنجليزية: The Swimmer) هو فيلم دراما تم إنتاجه في الولايات المتحدة وصدر في سنة 1968. الفيلم من إخراج سيدني بولاك من بطولة برت لانكستر.

## وصلات خارجية
- مقالات تستعمل روابط فنية بلا صلة مع ويكي بيانات